# غاية المرام في علم الكلام (كتاب)
غاية المرام في علم الكلام كتاب في علم الكلام وأصول الدين، من تأليف الإمام أبي الحسن علي بن محمد بن سالم التغلبي المعروف بسيف الدين الآمدي.

## موضوعه ومحتوياته
يعد هذا الكتاب ملخصا عن كتابه الأول "أبكار الأفكار في أصول الدين"، إلا أنه ليس مجرد اختصار فقط، بل هو كتاب يحتوي على آراء تخالف ما جاء في "الأبكار"، والتي أشار إليها حسن الشافعي في كتابه "الآمدي وآراؤه الكلامية"، وهو أن الاختلاف الواقع بين الكتابين، كان بسبب نظر الآمدي في مواضع الخلاف، حيث نزع إلى آراء مستقلة، أو استقى بعض النظريات من خارج النطاق الأشعري، إيمانا منه بقوتها وصدقها، واستجابة لروحه النقدية الغلابة، وهي مرحلة من مراحل التطور الفكري.
ويحتوي الكتاب على المسائل التالية:
1. القانون الأول: في إثبات الواجب بذاته.
2. القانون الثاني: في إثبات الصفات وإبطال تعطيل من ذهب إلى نفيها من أهل المقالات.
  1. مطلب في إثبات صفة العلم.
  2. مطلب في إثبات صفة القدرة.
  3. مطلب في إثبات صفة الكلام.
  4. مطلب في إثبات صفة الإدراكات.
3. القانون الثالث: في وحدانية الباري تعالى، ورأي الفلاسفة الإلهيين.
4. القانون الرابع: في إبطال التشبيه وما يجوز عليه تعالى وما لايجوز، ويشتمل على قاعدتين:
  1. القاعدة الأولى: في بيان ما يجوز على الله تعالى.
  2. القاعدة الثانية: في إبطال التشبيه وبيان ما لا يجوز على الله تعالى.
5. القانون الخامس: في أفعال واجب الوجود ويشتمل على ثلاث قواعد.
  1. القاعدة الأولى: في أنه لا خالق إلا الله تعالى.
  2. القاعدة الثانية: في نفي الغرض والمقصود عن أفعال واجب الوجود.
  3. القاعدة الثالثة: في حدوث المخلوقات وقطع تسلسل الكائنات.
6. القانون السادس: في المعاد وبيان ما يتعلق بحشر الأنفس والأجساد.
7. القانون السابع: في النبوات والأفعال الخارقة للعادات.
8. القانون الثامن: في الإمامة.

## سبب تأليفه
يروي لنا الإمام الآمدي في مقدمة كتابه، السبب الذي جعله يخط هذا الكتاب، وهو يتحدث عن علم الكلام الذي عده من أشرف العلوم يقول في ذلك:
«...وأطلقت جواد الفكر في مسارح ساحاته ومطارح غاياته، وطرقت أبكار أسراره، ووقفت منه على أغواره... ولم أزل على ذلك برهة من الزمان، مجانبا للإخوان، إلى أن سألني من تعينت على إجابته، وتحتمت علي تلبيته، أن أجمع له مشكلات درره، وأبين مغمضات غرره، ...فاستخرت الله تعالى في إسعافه بطلبه، واستعنته في قضاء أربه، فشرعت في تأليف هذا الكتاب، وترتيب هذا العجاب، وأودعته أبكار الأفكار، وضمنته غوامض الأسرار، منبها على مواضع مواقع زلل المحققين، رافعا بأطراف أستار عورات المبطلين، كاشفا لظلمات تهويلات الملحدين، كالمعتزلة، وغيرهم من طوائف الإلهيين، على وجه لا يخرجه زيادة التطويل إلى الملل، ولا فرط الاختصار إلى النقص والخلل تسهيلا على طالبيه، وتيسيرا على راغبيه، وسميته: غاية المرام في علم الكلام...»